# Typhlops caymanensis
Espèce
Synonymes
- Cubatyphlops caymanensis (Sackett, 1940)

Typhlops caymanensis est une espèce de serpents de la famille des Typhlopidae. 

## Répartition
Cette espèce est endémique des îles Caïmans.

## Étymologie
Son nom d'espèce, composé de cayman et du suffixe latin -ensis, « qui vit dans, qui habite », lui a été donné en référence au lieu de sa découverte, les îles Caïmans (Cayman Islands en anglais).

## Publication originale
- Sackett, 1940 : Preliminary report on results of the West Indies-Guatemala expedition of 1940 for the Academy of Natural Sciences of Philadelphia. Part I. A new blind snake of the genus Typhlops. Notulae Naturae of the Academy of Natural Sciences of Philadelphia, vol. 48, p. 1-2.